# Isojoki
Isojoki (Sueco: Storå) es un municipio de Finlandia.
Se localiza en la provincia de Finlandia Occidental y es parte de la región de Ostrobotnia del Sur. La población de Isojoki es de 2.158 (junio de 2015) y cubre un área de 642.38 km² de los cuales 5.05 km² son agua (enero de 2011). La densidad de población es de 3.36/km². A pesar de que el área no es muy grande, uno de los cerros más altos de Finlandia del Sur está localizado aquí (Lauhanvuori). Muchos finlandeses de esta área inmigraron a Minnesota, en los EE. UU., así como Míchigan.
Economía: Madera, patatas y maquinaria.
Turismo: parque nacional Lauhanvuori (Hoteles, Vistas espectaculares desde la torre, Saunas de vapor, Naturaleza histórica con muchas antigüedades de la edad de hielo)
Naturaleza: Principalmente bosque y agricultura
El municipio es monolingüe y su idioma oficial es el finés. Los municipios vecinos son Honkajoki, Karijoki, Kauhajoki, Kristiinankaupunki, Merikarvia y Siikainen.